# Sintofarm
Sintofarm București este o companie farmaceutică din România.
Acționarii principali ai companiei sunt Iberestate International Holding, care deține 15,37% din capitalul social, Interfinance Capital Investments LTD cu 26,27% din acțiuni și Generalcom București cu 24,59% din capital.
De asemenea, SIF Muntenia (SIF4) deține 13,01% din acțiunile Sintofarm, iar Luxfarm SRL are o participație de 10,13%.
Titlurile Sintofarm București se tranzacționează la categoria de bază a pieței Rasdaq, secțiunea XMBS, sub simbolul SINT.
Cifra de afaceri:
- 2007: 6,5 milioane lei (1,8 milioane euro)[2]
- 2006: 5,4 milioane lei[2]

## Istoric
Întreprinderea de Medicamente și Coloranți „Sintofarm” s-a constituit în anul 1973 pe profilul Fabricii Chimice „SINTOFARM”, care a luat ființă la 1 octombrie 1969 prin comasarea a patru întreprinderi: Fabrica de Medicamente „Sintofarm”, Uzina Chimică „Getica”, Fabrica „Reactivul” și Fabrica „Sin”, sub denumirea de Fabrica Chimică „Sintofarm”.
Fabrica de medicamente „Sintofarm”, a avut la bază Societatea anonimă „Nitranil” fondată în anul 1946 profilată pe sinteze de produse chimico-farmaceutice.
În anul 1962, fabrica preia denumirea de „Sintofarm”, fiind marcă înregistrată la Geneva.
Secția de coloranți s-a dezvoltat în locul unității chimice „Phenolit”, care funcționa din 1916.